# Tórtora cuallarga de Reinwardt
La tórtora cuallarga de Reinwardt (Reinwardtoena reinwardtii) és un ocell de la família dels colúmbids (Columbidae) que habita zones boscoses de les Moluques, illes Raja Ampat, Nova Guinea i algunes illes properes.

## Descripció
La tórtora cuallarga de Reinwardt és un ocell gros i de cua llarga, amb una longitud de 47,5–52,5 cm i un pes de 208–305 g. Una lleugera cresta a la part posterior del cap li dona un aspecte de "cap gros". Els ocells de la subespècie nominotípica tenen el cap, el coll i el pit de color blau-gris o blanc crema amb un to gris blavós pàl·lid, que es torna gris porpra a la part posterior del coll i la part superior del dors. La gola i el ventre són blancs, i aquest últim sovint té un to rosat. El mantell, el dors, el carpó i les cobertores superiors de la cua són de color marró castany. Les ales són de color castany-granat més fosc, es tornen negres cap els extrems, i són negres per sota. Les parts inferiors són de color gris blavós pàl·lid.
Les rectrius més externes (plomes de la cua) són de color blanc grisenc amb la base negra i ratlles negres prop de l'extrem, mentre que les segones més externes tenen un color semblant amb ratlles negres i castanyes. La quantitat de castany augmenta cap al centre, amb les rectrius centrals gairebé totalment castanyes amb només una petita quantitat de negre i gris a prop de la base. Els individus de la subespècie nominotípica varien clinalment (en un gradient a través de la distribució geogràfica) en aparença, sent més foscos al nord i més pàl·lids al sud-oest de la seva distribució. En els mascles, l'iris és de color blanc groguenc amb un anell exterior vermell, i la pell de l'òrbita és vermellosa. Les femelles tenen un iris més groguenc i una pell orbital més apagada. En ambdós sexes, el cere i la base del bec són de color vermell a rosa violeta, i la resta del bec és de color marró groguenc, de vegades amb una punta blanca. Els peus són de color rosa a vermell porpra.
Les cries que tot just han desclòs són de color blanc rosat. Les cries més grans tenen el bec i els peus negres. Els juvenils són de color gris-marró apagat, amb la gola i el ventre blancs bruts. Les ales són més fosques que la resta del cos, i les cobertores alars, el carpó i la part superior de la cua són de color marró vermellós amb vores fosques. Les rectrius centrals són de color marró sutge amb un to roig.
La tórtora cuallarga de Reinwardt es reconeix fàcilment per la gran mida i l'aspecte característic que té, amb les parts inferiors pàl·lides que contrasten fortament amb les parts superiors molt acolorides. No obstant això, encara es pot confondre amb la tórtora cucut becfina, un complex d'espècies que inclouaquesta mateixa i la tórtora cucut sultà. Aquestes tórtores es poden distingir de la tórtora cuallarga de Reinwardt per la mida més petita i les parts inferiors amb més barres granat, que contrasten menys amb la part superior del cos.

### Vocalitzacions
La tórtora cuallarga de Reinwardt té dues crides diferents. La primera crida és un “cucuwuk cucuwuk cucuwuk” que s'assembla a la crida de la tórtora cucut bruna, però més lent i trisíl·lab. La segona crida és una sèrie d'unes 12 notes “huu” profundes, amb les notes cada cop més profundes i ràpides cap al final; aquesta crida s'ha descrit com a "rialla boja".

## Distribució i hàbitat
La tórtora cuallarga de Reinwardt és originaria de Papuàsia i Wallacea. A les illes Moluques d'Indonèsia, es troba a Buru, Ambon, Seram, Obi, Batjan, Kasiruta, Kayoa, Halmahera i Morotai. A Nova Guinea, es troba a la major part del continent, excloent les terres baixes de Trans-Fly, així com les illes satèl·lit de Waigeo, Salawati, Misool, Yapen, Biak, Kumamba, Kairiru, Manam, Karkar, Goodenough i Fergusson. L'espècie habita principalment al bosc primari i la seva perifèria; a Biak, també el bosc secundari i els boscos de ribera. Es troba a elevacions de fins a 3.380 m a Nova Guinea continental i fins a 1.190 m a l'illa de Karkar. A les illes Moluques, es troba entre 115 i 1.400 m, però és més comú per sobre dels 800 m.

## Comportament i ecologia
La tórtora cuallarga de Reinwardt se sol veure sol o en parelles pel terra o al dosser del bosc, encara que formarà grups de fins a deu ocells als arbres fruiters, de vegades unint-se a estols d'altres ocells frugívors. Normalment vola sota el dosser i és ràpid, malgrat el batec lent de les ales, potents i elegants.

### Alimentació
La tórtora cuallarga de Reinwardt s'alimenta de fruits i llavors petites, preferint plantes de la família de les Araliaceae i especialment les del gènere Heptapleurum, com Heptapleurum chaetorrhachis. L'alimentació sol tenir lloc al dosser, però ocasionalment es produeix a terra. S'ha observat defensant els arbustos fructífers dels quals s'alimenta espantant altres ocells que intenten alimentar-se del mateix arbust, incloses els ocells del paradís, els ocells jardiner del gènere Ailuroedus, els menjamels i els picots. Els ataca “aplaudint” les ales amb força, mentre intenta aterrar sobre l'ocell intrús. La defensa de les fonts de fruita és un comportament poc comú d'alimentació, ja que només es produeix en determinades condicions, requerint mides intermèdies de cultiu i taxes moderades de visita d'altres ocells. També s'ha observat que l'espècie menja terra i s'ha trobat que diversos individus tenen pedres a l'estómac.

### Cria

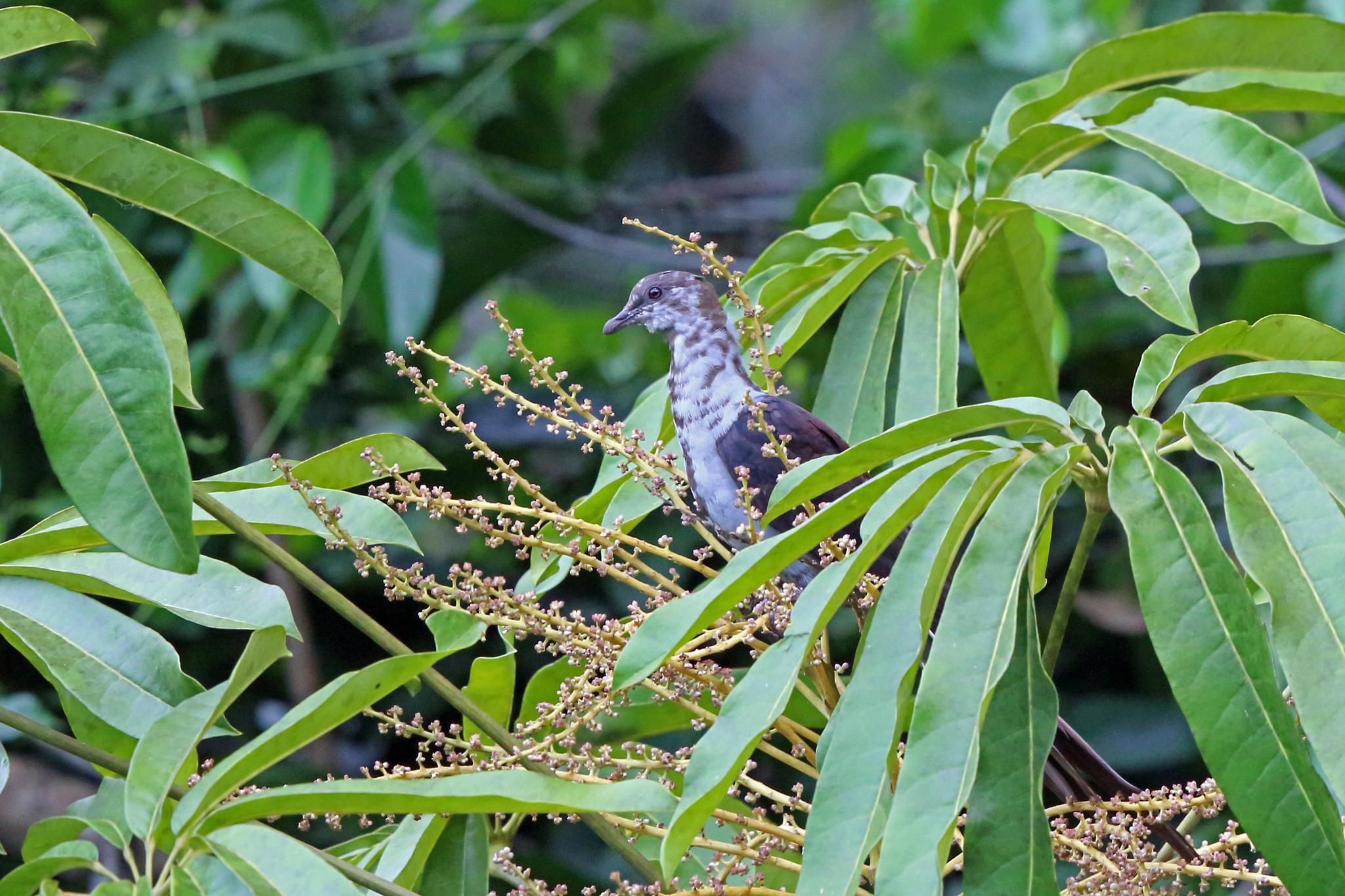
Juvenil de R. r. griseotincta.

El festeig típic consisteix en un vol molt ondulat, amb l'ocell volant bruscament cap amunt, desplegant les ales i la cua o batejant les ales a la part superior del vol, i baixant bruscament. Una altra exhibició comprovada implica que l'ocell vola obliquament des d'una perxa i després torna després de volar descrivint un cercle ample, semblant a les exhibicions realitzades pels tórtores cucuts Macropygia. La reproducció s'ha observat durant tot l'any i l'època de reproducció varia en diferents parts de la seva distribució. A Buru, s'han observat cries al febrer. A Nova Guinea, la reproducció sembla que es produeix durant tot l'any, amb nius o cries entre març i agost i després entre octubre i desembre, i es creu que assoleix el màxim en aquest darrer període. Els nius són plataformes planes o lleugerament còncaves fetes de pals, molsa, arrels i falgueres, folrades amb material vegetal fi. Normalment, es troben en un arbre o arbust a una alçada d'1,2 a 5 m, encara que alguns s'han observat fins a 12 m a les palmeres Pandanus. De vegades, els nius es fan en cornises rocoses en coves o canyons fluvials a unes altures de 2,4 a 12 m.
La tórtora cuallarga de Reinwardt pon un únic ou blanc, que mesura 37,1 mm–40,0 mm × 25,0 mm–26,8 mm. Se sap que els ocells en captivitat fan múltiples postes si la primera posta falla. Els dos pares poden incubar l'ou, que en un niu salvatge s'ha observat que desclou després de 16 dies en captivitat i després de 22 dies. Les cries es crien fins als 13 dies després de l'eclosió i deixen el niu 25 dies després de l'eclosió. Les cries comencen a buscar menjar soles 35 dies després de l'eclosió.

### Depredadors i paràsits
Els paràsits coneguts de l'espècie inclouen Columbicola taschenbergi i Coloceras museihalense. L'àguila de Weiske és un possible depredador.

## Estat i conservació
La tórtora cuallarga de Reinwardt està classificat com a risc mínim per la Unió Internacional per a la Conservació de la Natura a causa de l'abast prou gran i la població estable. No s'ha estimat la mida de la població; encara que es creu que és generalment poc comú a tota la seva distribució, pot ser localment comú a les zones muntanyoses i accidentades. És moderadament comú a Papua Nova Guinea i té una densitat de 4-6 ocells per quilòmetre quadrat a l'Àrea de Gestió de Fauna Salvatge del Mont Cràter, tot i que pot ser poc freqüent al nord-est del país. A Seram, és rar a les terres baixes, però comú a elevacions més altes.

## Taxonomia i sistemàtica

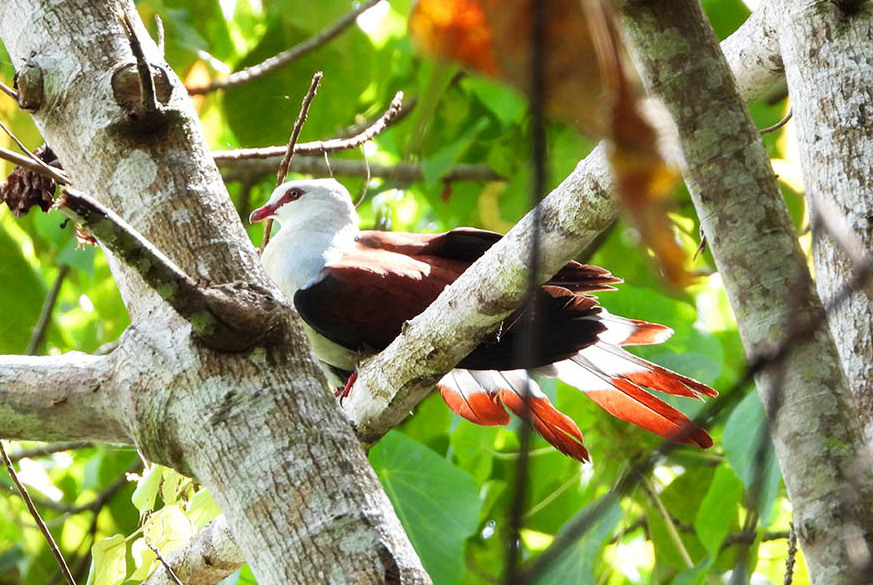
Subespècie R. r. griseotincta.

La tórtora cuallarga de Reinwardt va ser descrit originalment l'any 1824 com a Columba reinwardtsi pel zoòleg holandès Coenraad Jacob Temminck a partir d'un exemplar de l'illa d'Ambon, Indonèsia, encara que Temminck va declarar erròniament que l'exemplar venia de Cèlebes. L'ortografia “reinwardtsi” era un error d'impressió per a “reinwardtii”, i el mateix Temminck va utilitzar aquesta darrera grafia a la seva taula de continguts; tanmateix, altres autors han modificat el nom per “reinwardti”, i aquestes dues grafies s'usen actualment.
El 1854, l'ornitòleg francès Charles Lucien Bonaparte va crear el gènere Reinwardtoena per a l'espècie, referint-se a ell com a Reinwardtoena typica. Tant els noms genèrics com els específics són en honor al naturalista holandès Caspar Reinwardt.
La tórtora cuallarga de Reinwardt és una de les tres espècies del gènere Reinwardtoena de la família dels Colúmbids. És molt semblant en aparença a la tórtora cuallarga de Brown (Reinwardtoena browni) i de vegades es consideren al·loespècies, espècies amb poblacions separades geogràficament que es poden considerar part del mateix complex d'espècies. Actualment, té tres subespècies reconegudes per la IOU; alguns autors també reconeixen les poblacions de Buru i Obi com a subespècies diferents R. r. albida i R. r. obiensis, respectivament. Les subespècies reconegudes per la IOU són:
- R. r. reinwardti (Temminck, 1824) - la subespècie nominotípica, es troba a Morotai, Halmahera, Kayoa, Batjan, Obi, Buru, Ambon, Seram i Seram Laut a les illes Moluques.[2]
- R. r. griseotincta (Hartert, 1896) - Nova Guinea i les illes circumdants, excepte a Biak i l'arxipèlag Louisiade. És més gros i fosc que el nominal, amb la coloració blanca limitada al front, la cara i la gola.[3]
- R. r. brevis (Peters, 1937) - Biak i Supiori. És més petit i pàl·lid que les altres subespècies i podria representar una espècie diferent.[3][4]